# ويليام جلان
ويليام جلان (بالإنجليزية: William Glen)‏ هو مؤرخ وجيولوجي أمريكي، ولد في 1932 في نيويورك في الولايات المتحدة.